# Kasteel Haapsalu
Kasteel Haapsalu (of Kasteel Hapsal) is een voormalige bisschoppelijke burcht met kathedraal in Haapsalu in Estland. Het kasteel is opgericht in de dertiende eeuw als zetel van het Prinsbisdom Ösel-Wiek.
De kathedraal vormt het oudste deel van het complex en werd in het midden van de dertiende eeuw gebouwd, de oudst bekende melding ervan in de stadsannalen stamt uit 1278. Aan de kathedraal werd een versterkende burcht gebouwd. Het prinsbisdom werd in 1560 verkocht aan Denemarken en was na de Lijflandse Oorlog (1558-1583) geheel vernietigd, waarmee het kasteel zijn functie in het prinsbisdom verloor. In 1688 werd het kasteel getroffen door brand en werd alleen de kathedraal herbouwd en voortaan gebruikt als Lutherse kerk. De rest van het kasteel bleef achter als ruïne.
Het kasteel staat onder beheer van de organisatie Haapsalu en Läänemaa-museums.
Ants Laikmaa huismuseum · Ests spoorweg- en communicatiemuseum · Ilon's Wonderland · Kasteel Haapsalu ·  Stadhuis van Haapsalu